# Craig Hurley
Craig Douglas Hurley (* 23. Februar 1968 in Chicago, Illinois, USA) ist ein US-amerikanischer Filmschauspieler.
Hurley wuchs in Chicago als jüngstes von drei Kindern auf. 1986 graduierte er an der lokalen Schauspielschule in Chicago und besuchte daraufhin die amerikanische Schauspielschule im kalifornischen Pasadena, die er 1988 mit Auszeichnung beendete. Bereits seit 1985 stand er vor der Filmkamera, und dies vorwiegend in Fernsehserien. Seit 1997 ist Craig Hurley verheiratet.

## Filmografie (Auswahl)

### Spielfilme
- 1989: Mörderischer Trieb (Fernsehfilm)
- 1989: Nasty Boys (Fernsehfilm)
- 1993: Warlock – Satans Sohn kehrt zurück
- 2021: Cherry – Das Ende aller Unschuld
- 2023: Saw X

### Fernsehserien
- 1985: Die Lady mit dem Colt (1 Folge)
- 1988: Ein Engel auf Erden (1 Folge)
- 1988: Freddy’s Nightmares (1 Folge)
- 1989: Hunter (1 Folge)
- 1989: 21 Jump Street – Tatort Klassenzimmer (1 Folge)
- 1989: Die Ninja Cops (13 Folgen)
- 1989–91: Alles Okay, Corky? (5 Folgen)
- 1991: Raumschiff Enterprise: Das nächste Jahrhundert (Folge 4x17 Augen in der Dunkelheit)
- 1991: Beverly Hills, 90210 (1 Folge)
- 1996: Der Klient (1 Folge)
- 2013: Magic City (1 Folge)
- 2014: Graceland (1 Folge)
- 2019: Chicago P.D. (1 Folge)

Außerdem konnte man Hurleys Stimme 1997 im Videospiel Star Trek: Starfleet Academy hören.